# Calasetta
Calasetta (sardisk: Câdesédda, Cal' e Sèda) er en by og en kommune (comune) i provinsen Sud Sardegna i regionen Sardinien i Italien. Byen ligger i 9 meters højde og har 2.923 indbyggere (2016). Kommunen har et areal på 31,06 km² og grænser til kommunerne Sant'Antioco.